# 加藤秀行
加藤 秀行（かとう ひでゆき、1983年 - ）は、日本の小説家。千葉県出身、タイ、バンコク在住。

## 経歴・人物
東京大学経済学部卒業。ビジネスコンサルティング企業ドリームインキュベータに勤め、後に子会社「DIマーケティング」を設立し代表取締役となる。
2015年、「サバイブ」で第120回文學界新人賞を受賞。2016年、「シェア」で第154回芥川龍之介賞候補、「キャピタル」で第156回芥川龍之介賞候補。
同じように作家と経営者の二足のわらじを履く上田岳弘、小佐野彈と交友がある。

## 作品

### 単行本
- 『シェア』（文藝春秋、2016年2月）
  - シェア（『文學界』2015年10月号）
  - サバイブ（『文學界』2015年6月号）
- 『キャピタル』（文藝春秋、2017年3月）
  - キャピタル（『文學界』2016年12月号）
- 『海亀たち』（新潮社、2018年1月）
  - 海亀たち（『新潮』2017年8月号）

### 単行本未収録作品
- バルコニー（『新潮』2019年3月号）

### エッセイなど
- 開かない扉/閉じない扉（『すばる』2017年12月号）
- 「ニムロッド」作品論 突き詰めた先にある痛み（『文學界』2019年3月号）